# Polemik
Polemik (av grek. polemos "krig") är en litterär strid, pennfejd, skriftlig meningsstrid (vanligen rörande någon vetenskaplig, teologisk, vitter, politisk eller kommunal fråga). Polemik är en omtvistad retorik avsedd för att stödja en viss position i olika kontroversiella ämnen. En person som ofta uttalar sig polemiskt kallas polemiker. Ordet kommer från grekiska πολεμικός (polemikos) som betyder "krigisk, fientlig" och från πόλεμος (polemos) som betyder "krig".
Polemik handlar ofta om frågor inom religion eller politik. Ett polemiskt skrivsätt var vanligt i antikens Grekland, som i skrifter av historikern Polybios. Polemik blev åter vanligt under medeltiden och den tidigmoderna tiden. Kända polemiker under senare tid har varit satirikern Jonathan Swift, den socialistiske filosofen Karl Marx, författaren George Orwell samt lingvisten Noam Chomsky.